# ویولتا ویلاس

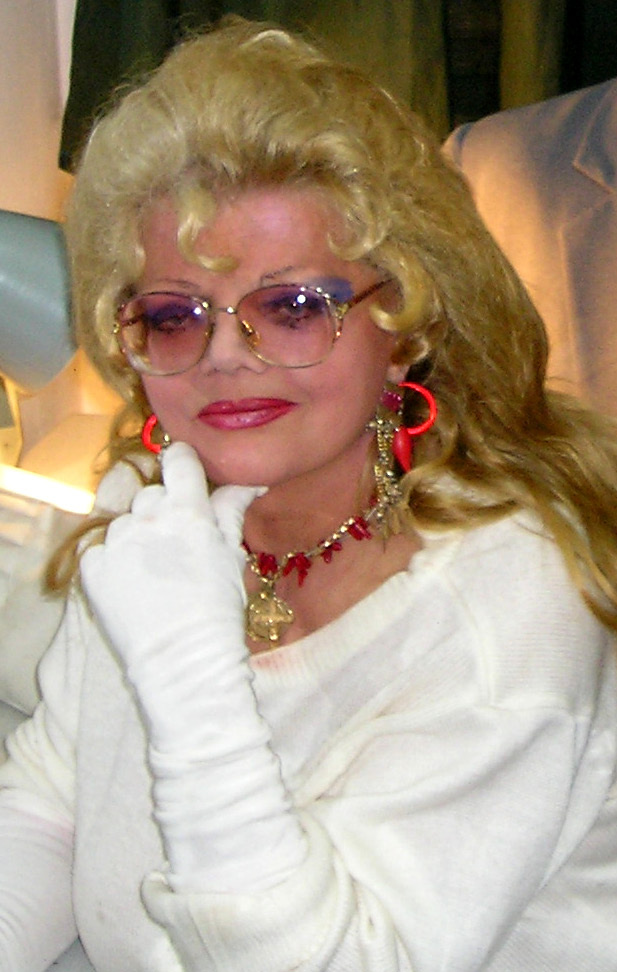
عکسی از وی در سال ۲۰۰۶

ویولتا ویلاس (لهستانی: Violetta Villas؛ ۱۰ ژوئن ۱۹۳۸ – ۵ دسامبر ۲۰۱۱) یک خواننده، ترانه‌سرا، آهنگساز و بازیگر اهل لهستان بود که شهرتی بین‌المللی داشت.
ویولتا یک «سوپرانوی کولوراتور» با صدایی در محدودهٔ ۴ اکتاو بود. او قادر به نواختنِ ترومبون، پیانو، ویولن بود و صدایش و زیروبمی کاملی داشت. به او القابی چون «صدای عصر اتم»، «افتخار آواز قارهٔ اروپا»، «صدایی چون شامپاین فرانسوی» و «ایما سومک لهستانی» داده‌اند. وی نخستین ستارهٔ «کازینو پاریس» (در هتل-کازینوی دیونز واقع در لاس وگاس) بود که از سال ۱۹۶۶ تا ۱۹۷۱ در آنجا فعالیت داشت.
ویولتا همچنین بابت لباس‌های جلب‌توجه‌کننده و متفاوت در خلال هنرنمایی‌هایش، شهرت داشت. او در ۶ فیلم و تعدادی زیادی نمایشنامه‌های موزیکال بازی کرد و در حدود ۳۰۰ ترانه به ۱۰ زبان بین‌المللی از جمله انگلیسی، آلمانی، روسی، فرانسوی، اسپانیولی، ایتالیایی، پرتغالی، لهستانی، ناپولی و لاتین خواند. وی از فعالانِ حقوق حیوانات نیز بود.
ویولتا ویلاس شخصیتی جنجالی داشت. او مبتلا به الکلیسم و اعتیاد به مورفین بود و گفته می‌شد، خبرچینِ «سرویس امنیتی وزارت کشور» در «جمهوری سوسیالیستی لهستان» است و نام سازمانی‌اش «گابریلا» است. گذشته از این‌ها، او مبتلا به اختلال هذیانی هم بود که روی روابطش با خانواده و اطرافیان تأثیر سوئی می‌گذاشت.
او در سال ۲۰۱۱ میلادی، «نشان لیاقت فرهنگ - گلوریا آرتیس» را دریافت داشت.
از فیلم‌هایی که وی در آن‌ها نقش داشته است، می‌توان به دارکوب اشاره نمود.